# 遠智娘
遠智娘（おちのいらつめ、生没年不詳）は、飛鳥時代の豪族蘇我氏の蘇我倉山田石川麻呂（蘇我入鹿の従兄弟）の娘。またの名を造媛、美濃津子娘、越智娘とも伝えられている。
遅くとも、大化の改新以前（644年という説有り）に中大兄皇子（後の天智天皇）に嫁した。妹に姪娘がおり、同じく中大兄皇子に嫁して御名部皇女と阿閇皇女（後の元明天皇）の二女を産む。同じ天智天皇に嫁いだ蘇我赤兄の娘の常陸娘と天武天皇に嫁いだ大蕤娘とは従姉妹にあたる。
当時、彼女は古人大兄皇子の娘で天智天皇の皇后である倭姫王に次ぐ高貴な血筋の夫人であった。649年（大化5年）、父の蘇我倉山田石川麻呂が謀反の密告をされて自害。この事件は夫である中大兄皇子の陰謀であるという説が有力である。享年は定かではないが、建皇子を産んで間もなく亡くなったとの説が多い。

## 系譜
- 父：蘇我倉山田石川麻呂
- 姉妹：姪娘
- 夫：天智天皇
- 子女：建皇子（夭折）・大田皇女・鸕野讚良皇女（持統天皇）
- 孫：大来皇女・大津皇子・草壁皇子

## 天智天皇との子
『日本書紀』天智天皇7年2月丙辰朔戊寅の皇后以外の4嬪によると次のとおり。

### 本文
蘇我山田石川麻呂大臣女曰 遠智娘（或本云 美濃津子娘）生一男二女
- 其一曰 大田皇女
- 其二曰 鸕野皇女
- 其三曰 建皇子 唖不能語

大田皇女（天武天皇妃、大伯皇女・大津皇子の母）、鸕野讚良皇女（後の持統天皇、天武天皇后、草壁皇子の母）、建皇子（夭逝、生まれながらに口がきけなかったという）の二女一男を産む。

### 1の或本
遠智娘 生一男二女
- 其一曰 建皇子
- 其二曰 大田皇女
- 其三曰 鸕野皇女

### 2の或本
蘇我山田麻呂大臣女 茅渟娘 生
- 大田皇女
- 娑羅羅皇女